# Songs of Disappearance
Songs of Disappearance («Песни исчезновения»; издан также под названием Australian Bird Calls — «Голоса австралийских птиц») — альбом с записями голосов австралийских вымирающих и исчезающих видов птиц, вышедший 3 декабря 2021 года на лейбле Bowerbird Collective. Записи были сделаны натуралистом Дэвидом Стюартом и Nature Sound.
Альбом дебютировал на пятом месте в австралийском хит-параде ARIA Charts и затем поднялся до позиции № 2.

## Об альбоме
Идея создания альбома возникла у Энтони Альбрехта, аспиранта Университета Чарльза Дарвина и соучредителя Bowerbird Collective, и его руководителя Стивена Гарретта, написавшего отчёт «The Action Plan for Australian Birds 2020», опубликованном в декабре 2021 года, согласно которому каждый шестой (216 из 1299) видов австралийских птиц находится под угрозой исчезновения. В отчете Гарретта, выпущенном в сотрудничестве с природоохранной организацией BirdLife Australia, дополнительно идентифицировано 50 видов австралийских птицы, наиболее близкие к «угрозе исчезновения из-за отсутствия политической поддержки и безудержного изменения климата».
Скрипач Симона Слэттери, другой соучредитель Bowerbird Collective, аранжировала первый трек, коллаж из 53 птичьих песен, записанных Дэвидом Стюартом за четыре десятилетия.
Слэттери сказала, что продолжала прислушиваться к изолированным крикам птиц, пока на ум не пришла структура, «похожая на причудливое пение птиц на рассвете. Некоторые из этих звуков шокируют слушателей, потому что они чрезвычайно ударные и совсем не мелодичные. Это щелчки, это хрипы, крики и глубокие басовые ноты». The Guardian отметил «похожую на азбуку Морзе» песню вымирающего ночного попугая (Pezoporus occidentalis), которую не слышали до 2013 года, а также зов находящегося на грани исчезновения бородавчатого медососа (Anthochaera phrygia), птицы, которая теперь считается «настолько редкой, что она буквально поёт из-за одиночества».
Генеральный директор BirdLife Australia Пол Салливан назвал альбом «редкими записями птиц, которые могут не выжить, если мы не объединимся, чтобы их защитить. Хотя эта кампания весёлая, в том, что мы делаем, есть серьёзная сторона, и это обнадёживает увидеть любителей птиц, демонстрирующих правительствам и предприятиям, что австралийцы заботятся об этих важных птицах».

## Отзывы
| Оценки критиков | Оценки критиков |
| Источник        | Оценка          |
| --------------- | --------------- |
| The Music       | [ 6 ]           |

Штатный сотрудник издания The Music поставил альбому четыре с половиной звезды из пяти и опубликовал рецензию, полностью состоящую из птичьего шума.

## Коммерческий успех
Альбом дебютировал на пятом месте в австралийском хит-параде ARIA Albums Chart в дату 13 декабря 2021 года с тиражом более 2,000 единиц, включая 1,500 предзаказанных копий. Через неделю он поднялся ещё выше: на третье место. В феврале 2022 года альбом поднялся на второе место.

## Список треков
Дано название на языке оригинала (в скобках указано русское название птицы, а при его отсутствии приводится научное латинское название) .
| №                   | Название                                                              | Длительность |
| ------------------- | --------------------------------------------------------------------- | ------------ |
| 1.                  | «Songs of Disappearance»                                              | 2:55         |
| 2.                  | «Fernwren (Птица-могильщик)»                                          | 0:33         |
| 3.                  | «Purple-crowned Fairy-wren (Лиловошапочный расписной малюр)»          | 0:41         |
| 4.                  | «Western Heath Whipbird (Psophodes nigrogularis)»                     | 0:27         |
| 5.                  | «Kangaroo Island Brown Thornbill (Рыжелобая шипоклювка)»              | 0:15         |
| 6.                  | «Gang-gang Cockatoo (Шлемоносный какаду)»                             | 0:32         |
| 7.                  | «Golden Bowerbird (Prionodura newtoniana)»                            | 0:41         |
| 8.                  | «Western Boobook (Иглоногие совы)»                                    | 0:22         |
| 9.                  | «Black-eared Miner (Manorina melanotis)»                              | 0:32         |
| 10.                 | «Noisy Scrub-bird (Крикливая кустарниковая птица)»                    | 0:26         |
| 11.                 | «Australian Palm Cockatoo (Чёрный какаду)»                            | 0:32         |
| 12.                 | «Carpentarian Grasswren (Amytornis dorotheae)»                        | 0:22         |
| 13.                 | «Australian Eclectus Parrot (Благородный зелёно-красный попугай)»     | 0:18         |
| 14.                 | «Grey-headed Robin (Серолобая белокосая мухоловка)»                   | 0:28         |
| 15.                 | «Carnaby's Black-Cockatoo (Белохвостый траурный какаду)»              | 0:21         |
| 16.                 | «South-Eastern Red-tailed Black-Cockatoo (Траурный какаду Бэнкса)»    | 0:21         |
| 17.                 | «Indian Ocean Red-tailed Tropicbird (Краснохвостый фаэтон)»           | 0:19         |
| 18.                 | «South-eastern Hooded Robin (Melanodryas cucullata)»                  | 0:26         |
| 19.                 | «Lowland Pilotbird (Птица-попутчик)»                                  | 0:30         |
| 20.                 | «Scrubtit (Синеушка)»                                                 | 0:11         |
| 21.                 | «Satin Bowerbird (Атласный шалашник)»                                 | 0:31         |
| 22.                 | «Mallee Emu-wren (Stipiturus mallee)»                                 | 0:31         |
| 23.                 | «Christmas Island Boobook (Иглоногие совы)»                           | 0:20         |
| 24.                 | «Australasian Bittern (Австралийская выпь)»                           | 0:10         |
| 25.                 | «Christmas Island Frigatebird (Австралийская выпь)»                   | 0:19         |
| 26.                 | «Southern Royal Albatross (Королевский альбатрос)»                    | 0:20         |
| 27.                 | «Malleefowl (Глазчатая курица)»                                       | 0:15         |
| 28.                 | «Kangaroo Island Glossy Black-Cockatoo (Буроголовый траурный какаду)» | 0:27         |
| 29.                 | «Latham's Snipe (Японский бекас)»                                     | 0:29         |
| 30.                 | «Far Eastern Curlew (Дальневосточный кроншнеп)»                       | 0:21         |
| 31.                 | «Great Knot (Большой песочник)»                                       | 0:19         |
| 32.                 | «Yakutian Bar-tailed Godwit (Малый веретенник)»                       | 0:11         |
| 33.                 | «Red Goshawk (Erythrotriorchis radiatus)»                             | 0:12         |
| 34.                 | «Southern Barking Owl (Ninox connivens)»                              | 0:28         |
| 35.                 | «Norfolk Island Green Parrot (Cyanoramphus cookii)»                   | 0:20         |
| 36.                 | «Southern Squatter Pigeon (Geophaps scripta)»                         | 0:27         |
| 37.                 | «Lord Howe Woodhen (Лесной пастушок)»                                 | 0:22         |
| 38.                 | «Eastern Grey Plover (Тулес)»                                         | 0:15         |
| 39.                 | «Regent Honeyeater (Бородавчатый медосос)»                            | 0:30         |
| 40.                 | «Swift Parrot (Ласточковый попугай)»                                  | 0:29         |
| 41.                 | «Christmas Island Imperial Pigeon (Тёмный плодоядный голубь)»         | 0:21         |
| 42.                 | «Mallee Striated Grasswren (Amytornis striatus)»                      | 0:31         |
| 43.                 | «Northern Eastern Bristlebird (Буроголовая щетинкоклювка)»            | 0:19         |
| 44.                 | «Princess Parrot (Роскошный попугай Александры)»                      | 0:31         |
| 45.                 | «Western Bristlebird (Длинноклювая щетинкоклювка)»                    | 0:26         |
| 46.                 | «Plains-wanderer (Австралийский странник)»                            | 0:30         |
| 47.                 | «Mallee Whipbird (Psophodes leucogaster)»                             | 0:25         |
| 48.                 | «Eastern Regent Parrot (Роскошный горный попугай)»                    | 0:26         |
| 49.                 | «Flinders Ranges Thick-billed Grasswren (Amytornis modestus)»         | 0:20         |
| 50.                 | «Western Bassian Thrush (Zoothera lunulata)»                          | 0:28         |
| 51.                 | «Yellow Chat (Epthianura crocea)»                                     | 0:17         |
| 52.                 | «Western Ground Parrot (Pezoporus flaviventris)»                      | 0:51         |
| 53.                 | «Forty-spotted Pardalote (Тасманийская радужная птица)»               | 0:26         |
| 54.                 | «Night Parrot (Ночной попугай)»                                       | 0:29         |
| Общая длительность: | Общая длительность:                                                   | 25:00        |

## Позиции в чартах
| Чарт (2021)              | Высшая позиция |
| ------------------------ | -------------- |
| Australian Albums (ARIA) | 2              |